# سلطة قضائية
السلطة القضائية هي سلطة الفصل في المنازعات المعروضة أمامها. وتعرف كذلك على أنها السلطة التي تتولى تطبيق القانون عند الفصل في المنازعات بين الأفراد وبعضهم أو بينهم وبين أحد جهات السلطة العامة في الدولة  وتعتبر السلطة القضائية ثالث سلطات الدولة ، ويشاركها السلطة التشريعية والسلطة التنفيذية. وهي فرع الدولة المسؤول عن التفسير الرسمي للقوانين التي يسنها البرلمان وتنفذها الحكومة. وهي المسؤولة عن القضاء والمحاكم في الدولة ومسؤولة عن تحقيق العدالة. كما أنها مسؤولة عن مسيرة وتقاليد القضاء في الدولة ومصداقية القوانين التي تطبقها.

## ضمانات استقلال السلطة القضائية
تتمتع السلطة القضائية بعدد من الضمانات تعمل على ضمان استقلالها وهي:
1. استقلال كافٍ عن غيرها من سلطات الدولة، وضمان عدم تدخل السلطة التنفيذية في أداء السلطة القضائية لعملها.[4]
2. عدم القابلية للعزل بغير الطريق التأديبي فلا تستطيع السلطة التنفيذية إصدار قرار بفصل أحد القضاة من الخدمة وإن كان تعين هؤلاء القضاة كان بقرار منها، أما العزل التأديبي فلا يتم إلا بعد محاكمة قضائية تحاط بعدد من الضمانات.[4]
3. خضوع القضاة في شؤون وظيفتهم من ترقيات وتنقلات ومرتبات وغيرها لإشراف هيئة قضائية وليست إدارية.[4]

وتتكون السلطة القضائية من المحاكم على اختلاف درجاتها وأعضائها القضاة وأعضاء النيابة العامة وعادة لا تنص الدساتير على تفصيلات بشأن السلطة القضائية؛ ولكن تحيل هذه الدساتير التنظيم للقانون الذي يصدر بتنظيم جميع شؤون السلطة القضائية وأوضاعها.

## أنواع القضاء
قد تتنوع جهات القضاء في كثير من الدول، ونذكر منها الأكثر رواجاً وهي:
1. القضاء العادي: وهو القضاء الذي يناط به حسم المنازعات بين الأفراد أو بين بعضهم البعض والسلطات العامة وغالباً ما تكون له الولاية العامة.[4]
2. القضاء الإداري: وهو القضاء الذي يفصل في منازعات الأفراد وجهات الإدارة أو فيما بين جهات الإدارة بعضها البعض، وبصفة عامة يجب أن تكون جهات الإدارة لها صفة في هذه المنازعات، مثل محكمه امن الدوله العليا، ذو عده أقسام، يرأسها قسم الطوارئ، برئاسة السيد المستشار/ علي السباعي جاب الله حسن.[4]
3. القضاء السياسي: وهو القضاء الذي يناط به الفصل في المنازعات ذات الطابع السياسي كتلك المحاكم التي تشكل لمحاسبة كبار المسؤولين في الدولة وما يرتكبونه من جرائم سياسية.[4]
4. القضاء الدستوري: وهو القضاء الذي يناط به الفصل المنازعات التي تثور لعدم دستورية قانون أو لائحة، وكذلك الفصل في تنازع الاختصاص والأحكام.[4]